# Vladislav Vaculka
Vladislav Vaculka (3. ledna 1914, Jarošov u Uherského Hradiště – 27. září 1977, Uherské Hradiště) byl český malíř, grafik, keramik a sochař. Jeho manželkou byla malířka, sochařka a výtvarnička Ida Vaculková.

## Životopis

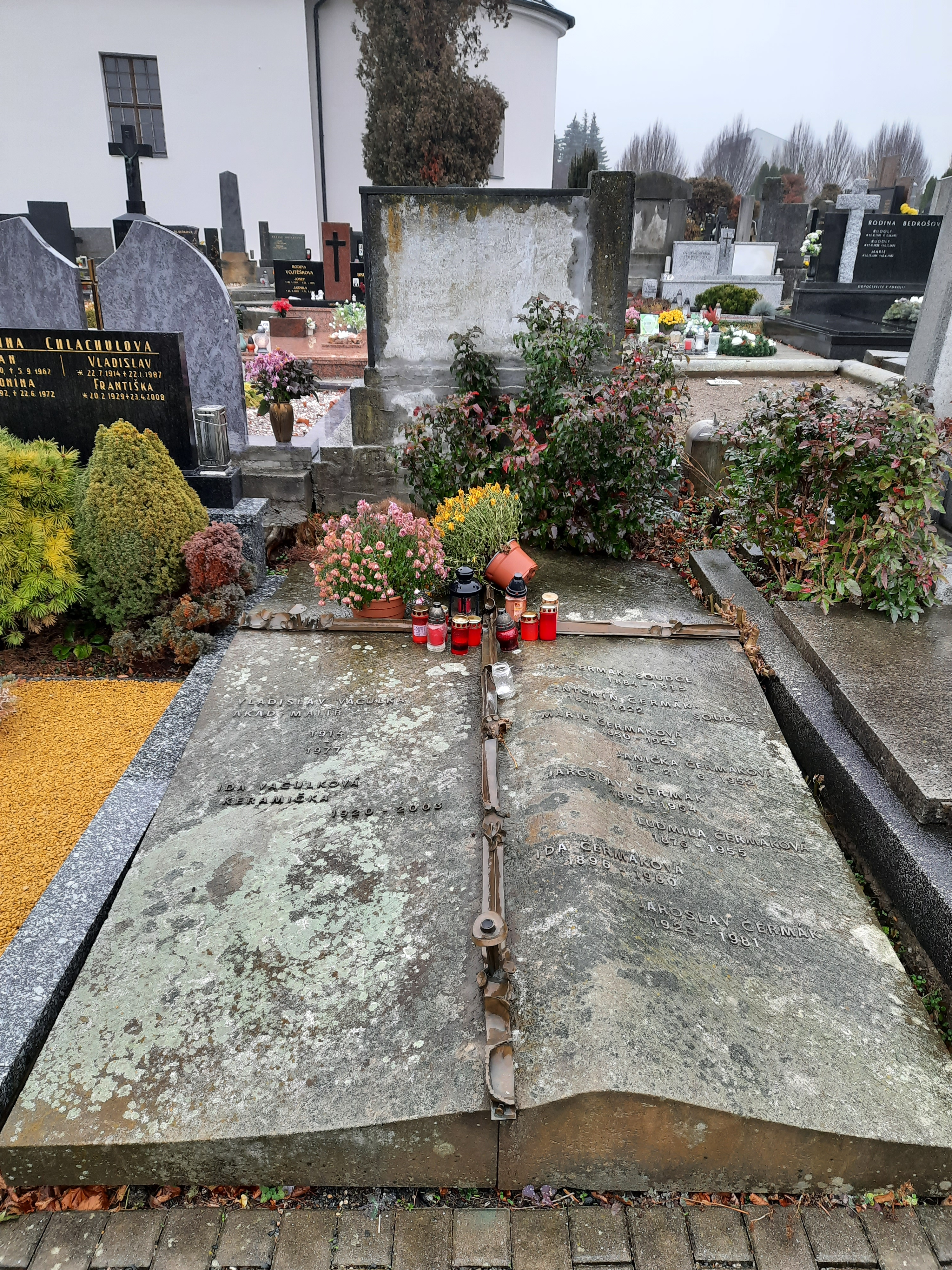
Hrobka rodiny Vaculkovy na hřbitově v Mařaticích

Narodil se do rodiny krejčího Jana Vaculky, pokřtěn byl jmény Vladislav Jan. Jako dvacetiletý odešel z rodné jižní Moravy do Prahy, kde v letech 1934–1938 studoval na Ukrajinské akademii výtvarných umění u profesorů Jana Kulce a Roberta Lisovský. V roce 1935 v Jarošově poprvé vystavoval. Po druhé světové válce pokračoval ve studiu na Akademii výtvarných umění u profesorů Willi Nowaka a Maxe Švabinského.
Po studiích v Praze se vrátil do rodného kraje, kde začal intenzivně umělecky působit. Maloval, vystavoval, byl členem Syndikátu výtvarných umělců a později také Svazu československých výtvarných umělců. Častými motivy jeho děl byly lidové tradice Moravského Slovácka.
Po nástupu komunistického režimu bylo Vaculkovi na začátku padesátých let zakázáno vystavovat a byl vyloučen ze Svazu výtvarných umělců. Z toho důvodu se začal věnovat keramice. V šedesátých letech se postupně navracel k malbě a grafice, věnoval se také sochařství (tvorbě bronzových plastik).
Od roku 1969 až do odchodu do důchodu v roce 1974 vyučoval na Střední uměleckoprůmyslové škole v Uherském Hradišti. V roce 1970 začal umělecky spolupracovat s akademickým sochařem Otmarem Olivou, který tam patřil k jeho žákům. Dne 27. září 1977 zemřel na následky infarktu poté, co u něj doma byla provedena domovní prohlídka jako důsledek udání, že ilustroval samizdatovou sbírku básní Jana Skácela. Pohřben byl v rodinné hrobce na hlavním městském hřbitově v Mařaticích.

## Posmrtné ocenění
Jedna z ulic uherskohradišťského sídliště Východ v městské části Mařatice, postaveném na konci 80. let 20. století, nese jeho jméno (ulice „Vladislava Vaculky“).